# Petri Järvinen
Petri Tapio Järvinen (* 9. Mai 1965 in Helsinki) ist ein ehemaliger finnischer Fußballspieler.

## Werdegang
Järvinen spielte in seinem Heimatland, die meiste Zeit davon bei FC Kuusysi Lahti, ehe er im November 1992 gemeinsam mit seinem Landsmann Ari Hjelm mittels Leihabkommen zum deutschen Zweitligisten FC St. Pauli wechselte und unter Trainer Seppo Eichkorn sein erstes Punktspiel für die Hamburger im Millerntor-Stadion gegen den FC Homburg (0:0) bestritt. Im Frühling 1993 zeigte Hannover 96 Interesse an Järvinen, auch der FC St. Pauli bemühte sich um eine weitere Verpflichtung. Der Finne kehrte nach dem Ende der Saison 1992/93, in der er 21 Spiele für die Hamburger bestritt, aber in seine Heimat zurück.
Zur Saison 1994/95 nahm der als Mittelfeldspieler und Stürmer eingesetzte Järvinen wieder ein Angebot eines deutschen Zweitligisten an und wechselte zum von Ulrich Stielike als Trainer betreuten SV Waldhof Mannheim. Für den SV Waldhof stand er in 22 Zweitligabegegnungen auf dem Platz. Anschließend spielte Järvinen wieder in Finnland.